# Брико Модена (Асти)
Брико Модена је насеље у Италији у округу Асти, региону Пијемонт.
Према процени из 2011. у насељу је живело 15 становника. Насеље се налази на надморској висини од 227 м.